# Kostajnica (Doboj)
Kostajnica (szerbül: Костајница), település Bosznia-Hercegovinában, a Szerb Köztársaság északi régiójában Doboj községben. 

## Fekvése
A település Bosznia-Hercegovina északi részén, Dobojtól légvonalban 4, közúton 7 km-re északra, a Boszna-folyó jobb partján fekvő dombvidéken, 150-430 méteres magasságban, a Doboj - Modriča regionális úton található. A falu a Doboji-mező szélén, a Bečanj és a Trebava-hegy lejtőin fekszik. Kostajnicától északra található a Doboji-mező, amelyen keresztül a Boszna folyó folyik. Kostajnicát és Dobojt csak a Boszna folyó választja el egymástól. Kostajnica helyi közössége három részre, Gornja, Srednja és Donja Kostajnicára tagolódik. 

## Népessége
| Nemzetiségi csoport | Népesség 1991 | Népesség 2013 |
| ------------------- | ------------- | ------------- |
| Szerb               | 1228          | 1566          |
| Bosnyák             | 47            | 19            |
| Horvát              | 9             | 8             |
| Jugoszláv           | 35            | 4             |
| Egyéb               | 23            | 28            |
| Összesen            | 1342          | 1625          |

## Története
A település 1878-ig tartozott az Oszmán Birodalomhoz, ekkor a berlini kongresszus határozata alapján az Osztrák-Magyar Monarchia része lett. 1879-ben az első osztrák-magyar népszámlálás során a Gračanicai járáshoz tartozó településnek 55 háztartása és 312 ortodox lakosa volt. 1910-ben a Gračanicai járáshoz tartozó településen 106 háztartást, 633 ortodox, 7 izraelita és 4 római katolikus lakost találtak. A monarchia szétesésével 1918-ban előbb a Szerb-Horvát-Szlovén Királyság, majd 1929-től a Jugoszláv Királyság része lett. 1921-ben a Gračanicai járáshoz tartozó községnek 688 lakosa volt, ebből 665 ortodox szerb, 22 muszlim és 1 római katolikus volt. Az 1929-es törvény értelmében, amikor Bosznia-Hercegovinát négy banovinára, Drinskára, Vrbaskára, Zetskára és Primorskára osztották, a település a Vrbaska banovina része lett, amelynek székhelye Banja Luka volt.
A második világháborúban Jugoszlávia megszállása után a Független Horvát Állam (NDH) része lett. A második világháború után 1992-ig a település a szocialista Jugoszlávia keretében a Bosznia-Hercegovinai Népköztársaság része volt. A boszniai háborút lezáró daytoni békeszerződés rendelkezése alapján az ország területét felosztották a Bosznia-hercegovinai Föderáció és a boszniai Szerb Köztársaság között.  A békeszerződés utáni területmegosztási megállapodás értelmében a Boszniai Szerb Köztársasághoz és Doboj községhez került.

## Gazdaság
Kostajnica lakossággának egy része a helyi Hemoprodukt gyárban dolgozik.

## Oktatás
Kostajnicában található a Vuk Stefanović Karadžić általános iskola, amelyet a helyiek adományaiból építettek 1947-ben.

## Sport
FK Naša Krila labdarúgóklub

## Nevezetességei
- Donja Kostajnica Szent Prokopiusz tiszteletére szentelt ortodox temploma. A templom mérete 17x10 méter. A templom építése 2001-ben kezdődött, és ugyanazon év szeptember 30-án Vaszilje, Zvornik-Tuzla püspöke szentelte fel az alapját. A templomot 2006. szeptember 2-án szentelte fel ugyanaz a püspök. A diófából készült ikonosztázt Živko Vuković készítette a Čelinac közelében található Šnjegotinából. Az ikonosztázon található ikonokat a belgrádi Jovan Atanacković festette élénk színekkel.[8]

- Gornja Kostajnica Szent Petka Paraskeva tiszteletére szentelt ortodox temploma.[9] A templom mérete 21x11 méter. A templom építése 2003-ban kezdődött. A templom alapjait 2004. október 25-én szentelte fel Vaszilje, Zvornik-Tuzla akkori ortodox püspöke. A templom építési munkálatai 2014-ben fejeződtek be. A 2014. májusi árvíz során a templomot víz öntötte el. Az elárasztott templomban a víz magassága körülbelül 2 méter volt. Ez a természeti katasztrófa elhalasztotta a templom felszentelését, amelyet 2014. június 15-re terveztek. Így a templomot csak 2015. május 10-én szentelte fel Krizosztom, Zvornik-Tuzla püspöke. Az ikonosztázt Savo Živković és Milenko Todorović készítette Gavrićból. Az ikonosztáz ikonjait Tihomir Jović festette élénk színekkel Eszékről. A templom ikonfestését 2022-ben fejezte be Velibor Bilić Derventából és Nenad Glišić Zvornikból. Az ikonfestmény 2023 szeptemberi felszentelése előtt új homlokzatot készítettek a templomra, és kicserélték a kupola és a harangtorony ablakait.[10]

## Fordítás
- Ez a szócikk részben vagy egészben  a(z)   Костајница (Добој) című szerb Wikipédia-szócikk ezen változatának fordításán alapul.  Az eredeti cikk szerkesztőit annak laptörténete sorolja fel. Ez a jelzés csupán a megfogalmazás eredetét és a szerzői jogokat jelzi, nem szolgál a cikkben szereplő információk forrásmegjelöléseként.